# Лагутин, Борис Александрович
Бори́с Алекса́ндрович Лагутин (1925, Москва — 1983) — советский футболист, нападающий.
Воспитанник клуба «Трудовые резервы» Москва, за команду играл во второй группе первенства СССР в 1945—1947 годах. В 1948—1953 годах выступал за московский «Локомотив», в чемпионате СССР в 1948—1950, 1952—1953 годах провёл 109 матчей, забил 22 мяча.